# Allondaz
Allondaz is een gemeente in het Franse departement Savoie (regio Auvergne-Rhône-Alpes) en telt 177 inwoners (1999). De plaats maakt deel uit van het arrondissement Albertville.

## Geografie
De oppervlakte van Allondaz bedraagt 4,1 km², de bevolkingsdichtheid is 43,2 inwoners per km².
De onderstaande kaart toont de ligging van Allondaz met de belangrijkste infrastructuur en aangrenzende gemeenten.

## Demografie
Onderstaande figuur toont het verloop van het inwonertal (bron: INSEE-tellingen).